# Dzvîneaci, Zalișciîkî
Dzvîneaci (în ucraineană Дзвиняч) este o comună în raionul Zalișciîkî, regiunea Ternopil, Ucraina, formată numai din satul de reședință.

## Demografie
Componența lingvistică a comunei Dzvîneaci
     Ucraineană (99,55%)
     Alte limbi (0,45%)
Conform recensământului din 2001, majoritatea populației comunei Dzvîneaci era vorbitoare de ucraineană (99,55%), existând în minoritate și vorbitori de alte limbi.